# Microsaccus griffithii
Microsaccus griffithii är en orkidéart som först beskrevs av C.S.P.Parish och Heinrich Gustav Reichenbach, och fick sitt nu gällande namn av Gunnar Seidenfaden. Microsaccus griffithii ingår i släktet Microsaccus och familjen orkidéer. Inga underarter finns listade i Catalogue of Life.